# Odakyu
Odakyu Electric Railway Co., Ltd. (小田急電鉄株式会社, Odakyū Dentetsu Kabushiki-gaisha), is een private spoorwegmaatschappij die actief is in de regio Groot-Tokio in Japan. Het hoofdkwartier van de maatschappij bevindt zich in Shinjuku.

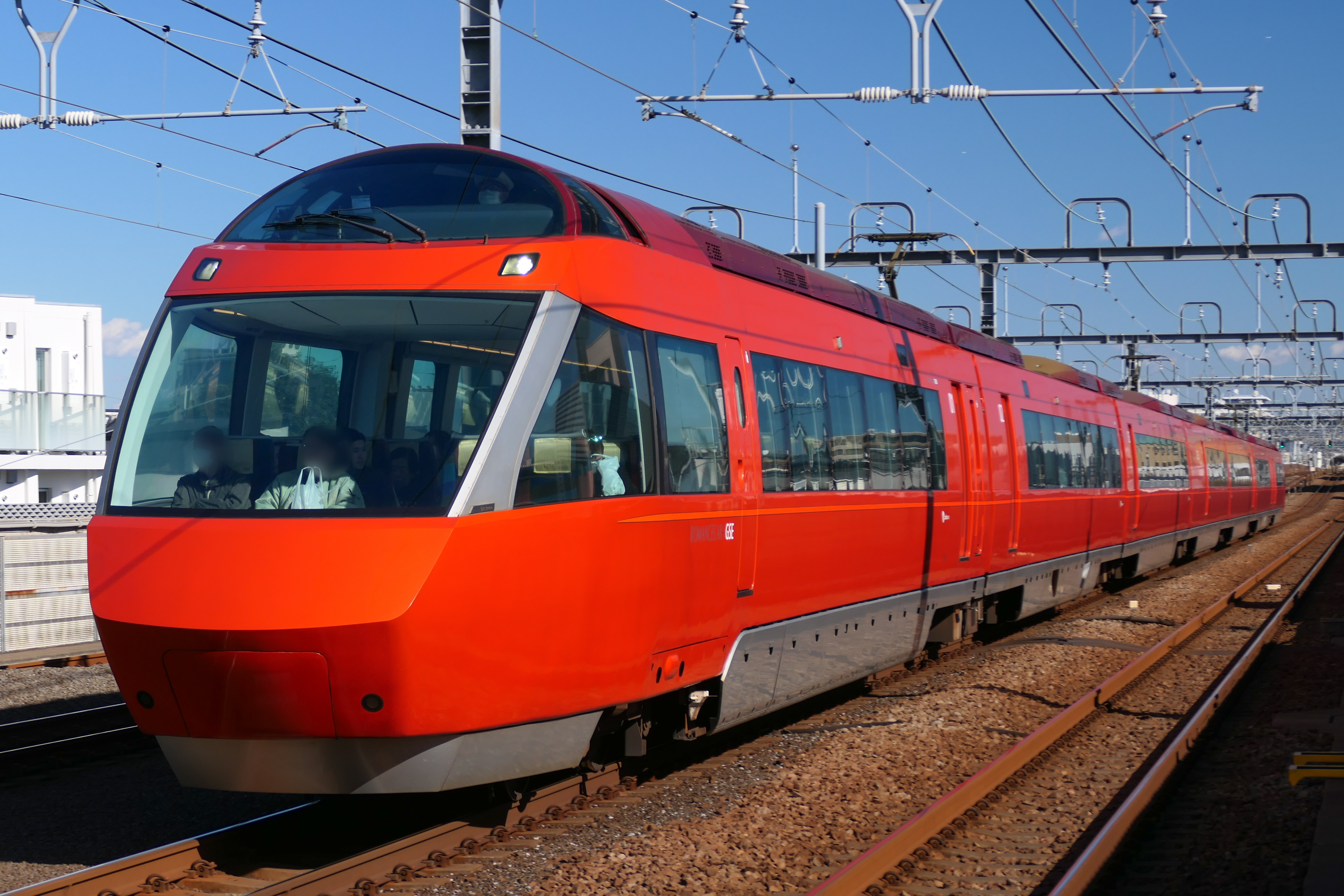
Trein van de 70000 serie GSE

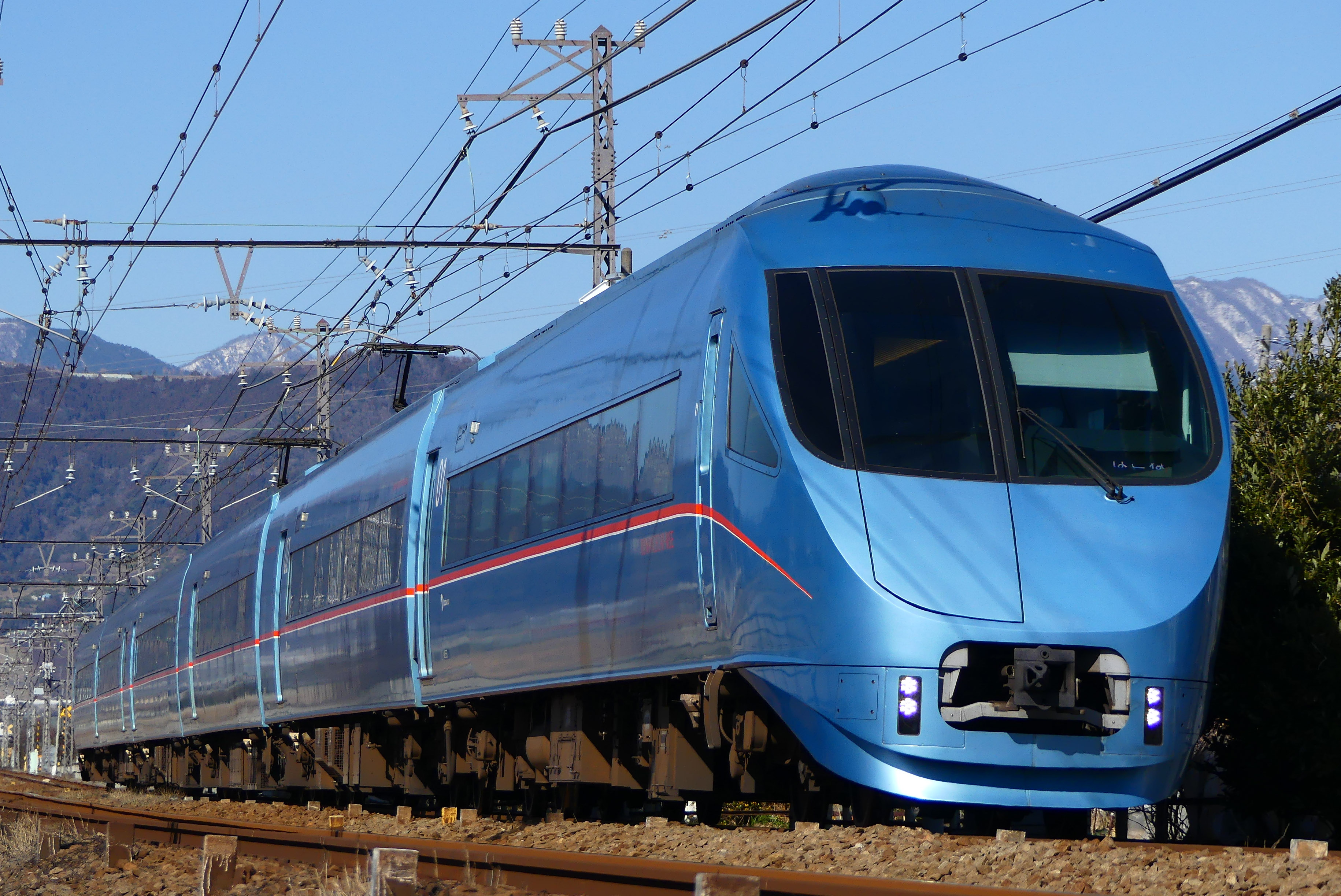
Trein van de 60000 serie MSE

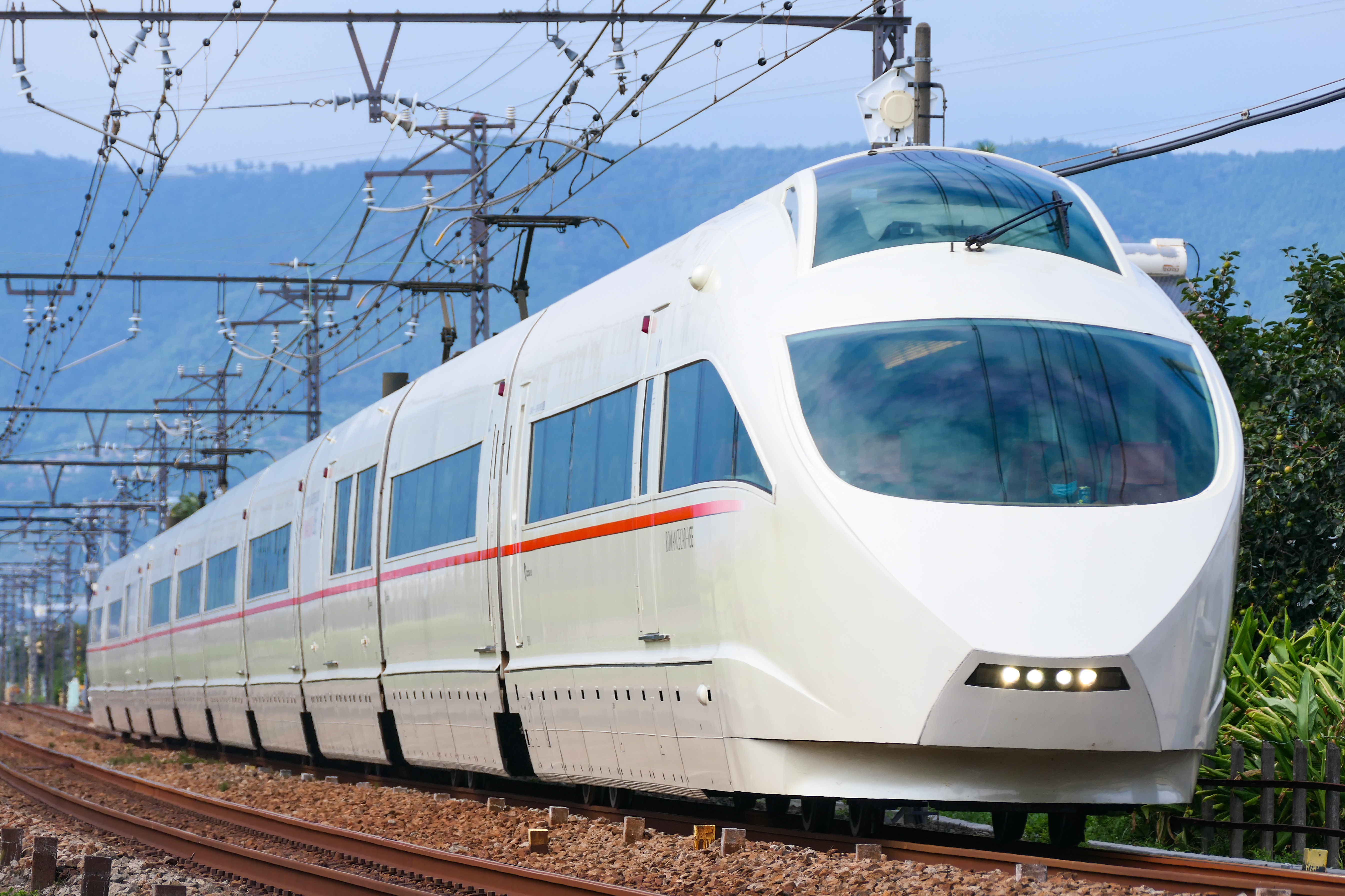
Trein van de 50000 serie VSE

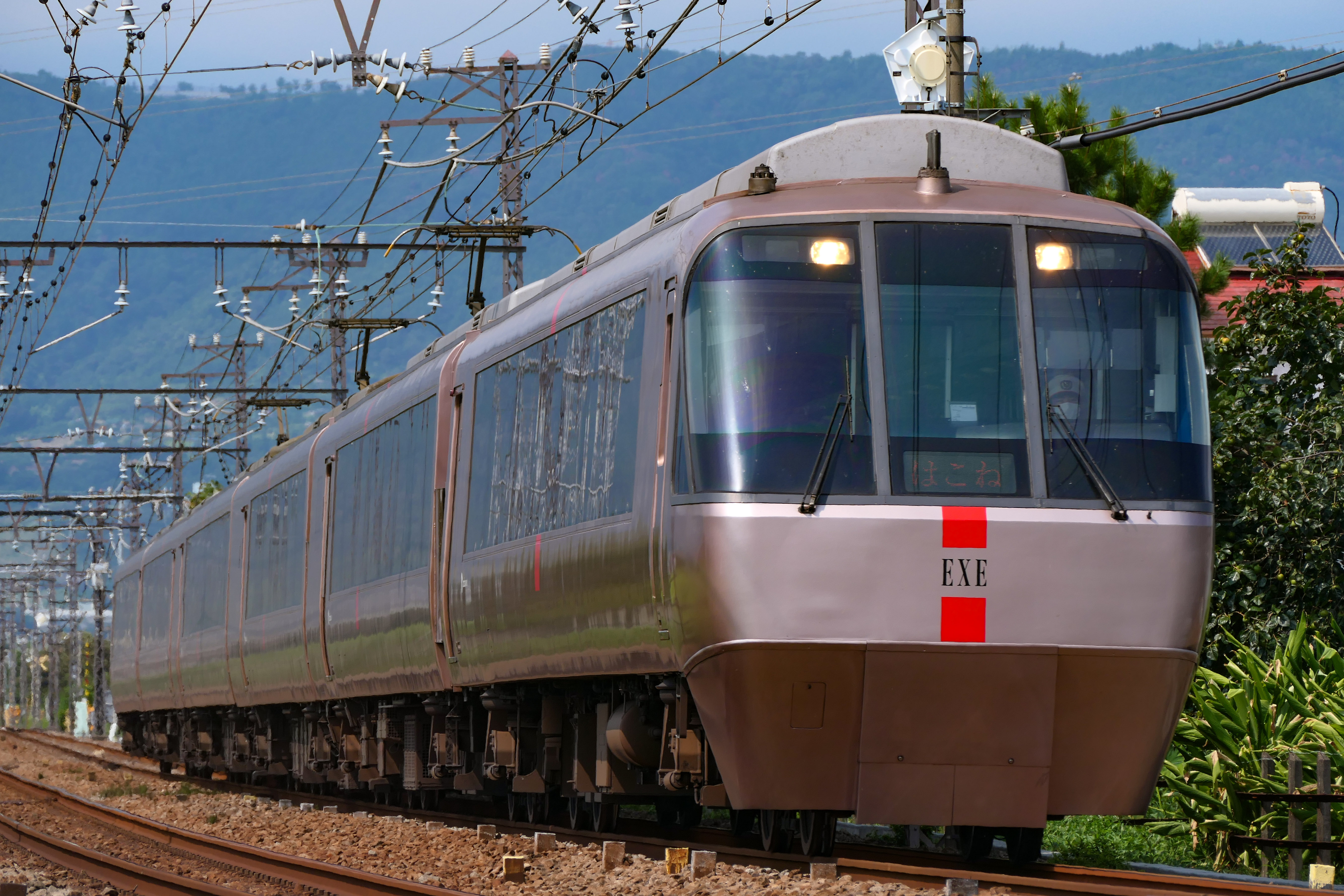
Trein van de 30000 serie EXE

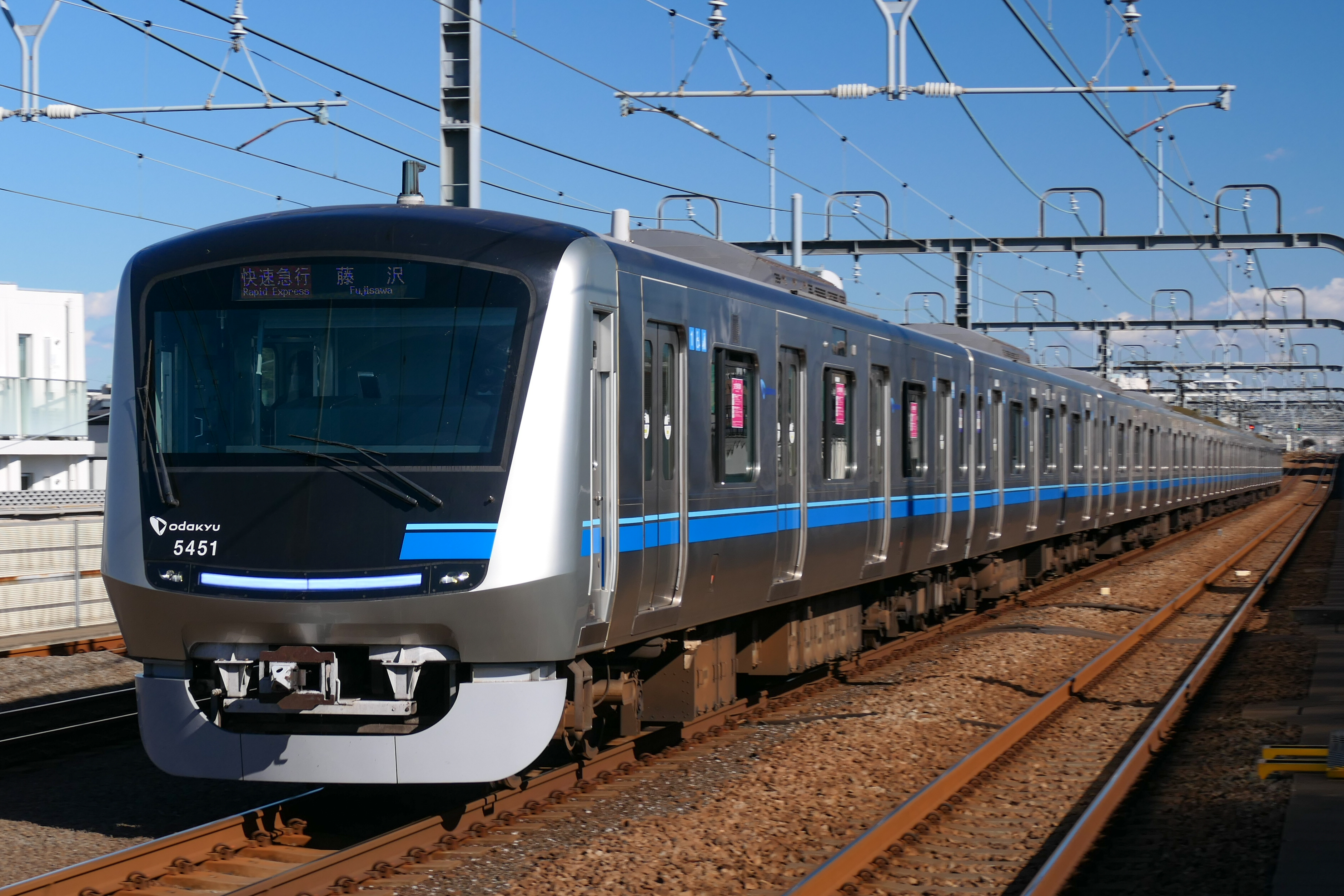
Trein van de 5000 serie

Het bedrijf werd opgericht op 1 april 1927 als Odawara Express Railway Co., Ltd. (小田原急行鉄道株式会社, Odawara Kyūkō Tetsudō Kabushiki-gaisha) en in 1941 kreeg het bedrijf zijn huidige naam, later fuseerde Odakyu met Tokyu tot de Tokyo-Yokohama Dentetsu (東京横浜電鉄, Tōkyō Yokohama Dentetsu). in 1948 werd het bedrijf weer zelfstandig en nam de Hakone Tozan Railway en in 1953 de Enoshima Electric Railway over.

## Lijnen
| Lijnen        | Van/naar                                     | Afstand | Stations | Geopend | Maximale snelheid |
| ------------- | -------------------------------------------- | ------- | -------- | ------- | ----------------- |
| Odawara-lijn  | Station Shinjuku - Station Odawara           | 82.5    | 47       | 1927    | 110               |
| Enoshima-lijn | Station Sagami-Ōno - Station Katase-Enoshima | 27.4    | 17       | 1929    | 110               |
| Tama-lijn     | Station Shin-Yurigaoka - Station Karakida    | 10.6    | 8        | 1974    | 110               |
| Totaal        | 3 lijnen                                     | 120.5   | 70       |         |                   |

- Sommige Odakyu treinen rijden door over de Hakone Tozan Railway naar Hakone-Yumoto.
- De Intercity Asagari rijdt deels over de Gotemba-lijn van JR Central 8x per dag.

## Andere activiteiten
De Odakyu-groep is eveneens eigenaar van twee spoorwegmaatschappijen (Enoshima Electric Railway en Hakone Tozan Railway), de kabelbaan Hakone Ropeway, verschillende busbedrijven, de warenhuisketen Odakyu Department Store, de gemakswinkels Odakyu Mart en de kioskketen OX Shop in Japan. De groep is ook eigenaar van het Hyatt Regency Tokyo hotel.